# Juan Félix Cortés Espinosa

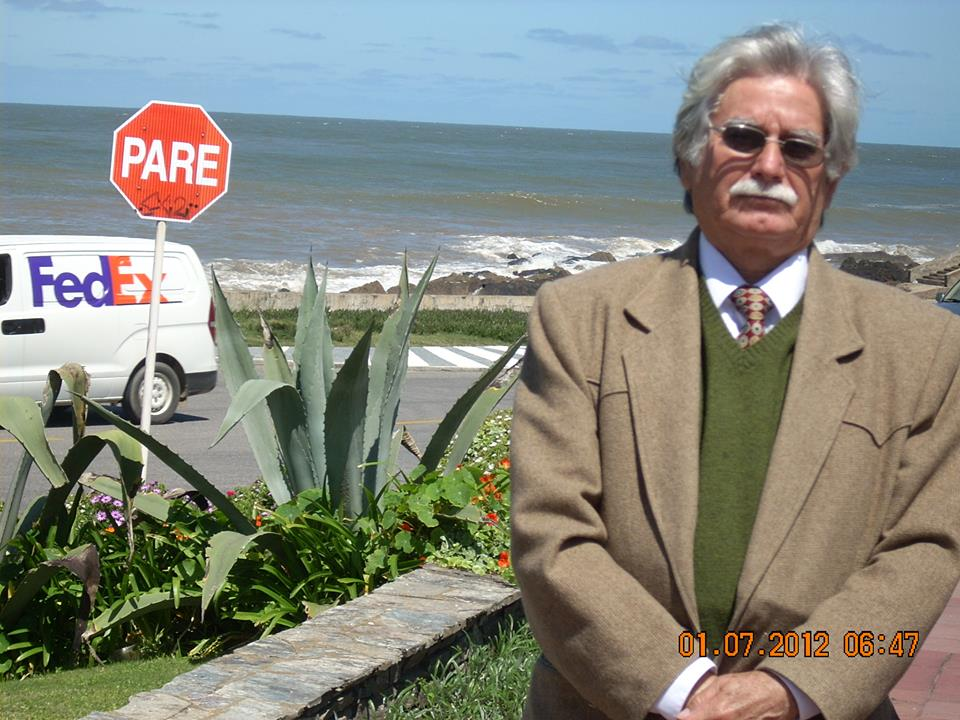
Novelista, Literato: Juan Felix Cortes Espinosa

Juan Félix Cortés Espinosa es un escritor peruano, novelista, Literato. de la poesía, y del cuento. Medalla de oro y Diploma de Honor de la ciudad de Trujillo 2012. Medalla de Oro y Diploma de Honor  e "Hijo Predilecto" de la ciudad de Sullana. 2012 Premio Nacional de  Poesía:  Universidad Privada de Piura. 1975 Premio Nacional de Poesía: Asociación Cultural "José Martí" de Lima. 1986.
Tiene una casa museo que lleva su nombre reconocida por el Estado.[cita requerida]

## Biografía
Nació en Sullana, Perú, el 24 de junio de 1944 (80 años). Hijo de Jorge Humberto Cortés Flores y de Yolanda Ida Espinosa Quezada.
Casado con Juana Angélica Ayala Ortiz. Tiene tres hijos: Gabriela del  Rosario, Juan Félix Vladimir  y Jorge Humberto. Tiene 8 nietos: Valeria, Alonso,  Catalina, Luciana, Facundo, Benjamín, Fabián y Romina.  Tataranieto de Tomás Cortés del Castillo, prócer y  patriota de la Independencia de Piura: 4 de enero de 1821. Sobrino tataranieto de Miguel Cortés del Castillo héroe  de la Batalla de Junín 6 de  agosto de 1824.
Sus estudios los realizó en su ciudad natal en el Jardín de la Infancia de la calle Lima; en el Centro Educativo "José Cardó", en el Colegio Particular "Enrique López", culminó sus estudios de secundaria en el Colegio Particular "Santa Rosa" de los Hermanos Maristas.
Estudió Pedagogía en la Escuela Normal Superior de Varones "Miguel Grau Seminario" de la ciudad de Piura. Realizó sus estudios superiores en las Facultades de Ciencias Económicas de Letras y de Derecho y  Ciencias Políticas de la Universidad Nacional de Trujillo. Estudió Periodismo y Relaciones Públicas en el Instituto Superior de "Carlos E. Uceda" de la ciudad de Trujillo.
Gestor Cultural, Past Presidente del Frente Norperuano de Escritores, Past Presidente de la Casa del Poeta Peruano – Sede Central de Trujillo.  Fundador  del grupo literario "Runakay" de la ciudad de Trujillo 1973; se vinculó el grupo TRILCE desde el año  1965.
Viajero impenitente, conoce: Holanda, Alemania, Italia, Cuba, Venezuela, Ecuador, Chile, Bolivia,  Argentina y Uruguay.
En 1992 contribuyó a la fundación de la Unión Hispanoamericana de Escritores (UHE), junto con los poetas Carlos Hugo Garrido Chalén, Beethoven Medina Sánchez, Eduardo Paz Esquerre, Luis Eduardo García López y Alberto Alarcón Olaya.

## Obra
Ha publicado en  poesía: "Otra vez el hombre", "Informes y  contiendas", "Diario es el vivir", "Con el aire de la amistad", "La eficacia del tiempo", "El Ovni y la Televisión", "El hombre solar", "La noche de las especies" y publicará  la colección  de poesía "Premiado por el tiempo"- varios tomos y la colección "Huésped  de la Inmortalidad" poemas 1960-2015. Varios volúmenes:

### Cuentos
"Cuando éramos churres", "La noche de la serpiente", "Los alacranes de oro", "El  churre del escapulario", "Los olvidos encontrados", "Bristol en la eternidad del olvido", "El héroe en la memoria del crepúsculo" 

### Novelas
Colección "La memoria de la Escritura". IV tomos: ensayos, crítica literaria, entrevistas.  Su cuento "Cañaris" ha motivado la creación de una historieta y de una escultura, de  los artistas Oscar Alarcón y Luis Frías.
Desde el año 1986 dirige la Revista   Internacional de Cultura "Lo que importa en el hombre". Ha publicado 3,000 comentarios en diarios y revistas del Perú y del extranjero sobre las trayectorias y obras artísticas de importantes creadores.
Ha recibido condecoraciones, homenajes, distinciones, reconocimientos de diversas municipalidades, universidades, casas de la cultura, Institutos Superiores de Pedagogía e Instituciones de Cultura.

### Comentarios
"Juan Félix Espinosa poeta y narrador conspicuo, nos sorprende con una novela de esta especie afinada sincrónicamente entre los siglos XVIII y XIX  en que las aspiraciones conspiraron revolucionariamente contra la real corona para liberarse del yugo español…" 
Juan Paredes Carbonell,  poeta, narrador, ensayista, crítico, periodista, maestro universitario Premio Latinoamericano de la crítica.
Comentario de la novela histórica "El héroe en la memoria del crepúsculo". Semanario "La voz de la calle" Trujillo 2008.
"Leyendo la novela de Juan  Félix Cortés  ha saboreado páginas del mejor  Vargas Llosa de la Casa Verde, porque Juan Félix Cortés es poseedor de un estilo sobrio, contenido maduro, a la medida de los hechos y los personajes.
Quiero decir crea una realidad  histórica en superioridad de condiciones” Carlos Carrión, novelista, cuentista, crítico literario ecuatoriano Diario. "La Industria"  de Trujillo.
"Juan Félix Cortés Espinosa, destacado escritor nacional nacido en la provincia de Sullana, Departamento de Piura, pero con residencia permanente y durante muchos años en nuestra ciudad de Trujillo" y además gran intelectual con prestigio internacional, difusor de cultura con más de 40 obras en su haber, reconocido por su valía intelectual en países como: Alemania, Ecuador, Bolivia, Chile, Argentina, Uruguay, etc. publicando poesía, cuento, crítica, novela, ensayo, etc.
Víctor Ibáñez Avalos, escritor, ensayista, historiador, Segundo Premio Internacional de Ensayo, comentario de la novela de Juan Félix Cortés  Espinosa
"Bristol en la eternidad del olvido" en la revista "Lo que importa es el hombre" Trujillo 2008-
"Un escritor terrenal lleno de fuerza y pasión.
Nos revela un mundo de la verdadera condición humana. "Los olvidos encontrados" es un libro íntimo y sabroso”.
Edmundo Herrera, Past Presidente de la Sociedad de Escritores de la Sociedad de Escritores de Chile

### Poesía
"Es un ojo derecho que mira más allá de la simple apariencia, un ojo izquierdo que escarba el sentido de las viejas y nuevas palabras, un brazo, una mano que escribe, una pierna que no juega pelota, una nariz, una boca eleva de sonidos, una masa encefálica  inquietándose por tantos problemas insolubles, un corazón abierto a la  ternura, una protesta en el gesto, un grito en la iracundia… Todas estas características picassianas y sobre todo poeta es Juan Félix Cortés Espinosa…"
(Juan Paredes Carbonell, poeta, ensayista, narrador, crítico literario, maestro universitario. Premio Latinoamericano de la crítica literaria.
Comentario y entrevista "El poeta Cortés en su duro oficio de pájaro universal" publicado en el Suplemento Dominical del diario "La Industria" de Trujillo 1971).
"El registro de las circunstancias cotidianas, a medias autobiografía íntima, a medios crónica social, es una de las características principales de la poesía peruana  última, acentuada en los años más recientes.
Pero pocas veces se ha erigido en el centro generador de un poemario tanto en el tema como en el estilo expresión coloquial con la  solidez alcanzada  en el nuevo libro de Juan Félix Cortés Espinosa: Diario es el Vivir  Trujillo Eds. RunaKay 1978, 58 pp.
Ricardo González Vigil. Poeta  y crítico literario. Suplemento dominical. Diario "El Comercio" de Lima. Marzo 1979.
"Juan Félix Cortés, un mensaje cálido de amor:
Canta al cielo y al  siglo XX, quiere decir, a lo eterno y lo temporal, lo sublime y lo terrestre, lo seráfico  y el pasado, lo espiritual y lo material. Por el poder mágico de la palabra poética no solo es esposo, padre, amo de casa, sino también peruano y latinoamericano, hombre de tierras  de poetas…"
(Hans Otto Dill criticó alemán, ensayista, políglota. Docente emérito de la Universidad de Van Humboldt de Berlín. Premio Casa de las Américas de Cuba, condecorado con la medalla internacional "Andrés Bello" de Venezuela, traductor, viajero impenitente.  Investigador literario. Escritor de prestigio  internacional.
Prólogo del libro "El  Hombre Solar"). El poeta Juan Félix Cortés Espinosa es uno de los más distinguidos promotores del arte, la cultura y la literatura, en el  norte del Perú y específicamente en Trujillo,
Tenaz, perseverante, prolífico e intenso creador; su actividad literaria discurre  entre la narración, la poesía, el ensayo y el periodismo.
"La noche de las especies" es una poesía diferente …, la de ahora es compleja, trascendente casi hermética, pues no permite identificar  con facilidad que lo inspira ….”
(Saniel Lozano Alvarado, poeta narrador, ensayista, crítico literario, maestro universitario.
Premio Nacional de Literatura, Medalla de oro de la ciudad de Trujillo, Doctor honorario  causa de la Universidad Nacional de Trujillo, comentario publicado del libro "La noche de las especies"  en el diario La Industria de Trujillo  2005.
CUENTO: "De los poetas trujillanos, fue el primero en mandar al diablo la formalidad social para vivir de la literatura.
Hablar de los cuentos de  Juan Félix Cortés  es una realidad muy reconfortante, leerlo  es cuestiosamente  más… "
Juan Paredes Carbonell, poeta, narrador, ensayista, crítico literario, académico, maestro  universitario,  ganador de premios nacionales de poesía  y  de crítica latinoamericana.
Comentario del libro de cuentos "La noche de la serpiente". Publicado en el periódico "Tolocán de literatura" pág. 4-5. Toluca.  México de marzo de 1996.
“El inquieto y laureado hombre de letras, Juan Félix Cortés Espinosa,   acaba de  publicar su nuevo libro: "Los alacranes de oro", conformado por ocho leptólogos.
Relatos a través de las cuales fluye de manera diáfana su maestría en el manejo de la pluma…”
(Melanio Delgado Siccha. Poeta, narrador, crítico literario, periodista, docente, abogado.
Comentario del libro “ Los alacranes de oro”, publicado en el diario “Nuevo Norte” de Trujillo).
SEMBLANZA: “Juan Félix Cortés Espinosa, sullanense, marista, prolíficio escritor  y periodista, autor de docenas de libros,  miles de artículos periodísticos, dos premios  nacionales, viajes  a Europa  y casi toda América Latina…”.
(Flavio Ruiz Chapilligquén…periodista , director del periódico “Magazine  del Norte” de Sullana. Comentario  publicado en el mes de diciembre de 2002).
“Ha sido inaugurada ayer con una respuesta impresionante del público por su cantidad y calidad de exposición titulada “La Memoria del Arte y la Cultura “ que representada por  la casa “Juan Félix Cortés  Espinosa”, presenta parte de la enorme colección artística y cultural, atesorada durante los años de la vida intelectual y literaria del consagrado poeta y creador Juan Félix Cortés Espinosa, nacido en Sullana, Piura…”.
(Carlos Burmester  Landauro. Escritor,  periodista, abogado Past Decano del Colegio de Periodistas de la Región de La Libertad.
Comentario a  nivel internacional por Radio Libertad Mundo. Páginas 1-2 Trujillo ,abril 2005)
REPORTAJE: “Vita de un UOMO/ Vida  de un hombre”, es el título de la obra reunida del poeta italiano Ungaretti y es también el título que hemos escogido para encabezar la serie de reportajes que paulatinamente, iremos haciendo a aquellos hombres y mujeres con una fructífera trayectoria en el difícil oficio de la literatura…”
Juan Félix Cortés, es el pasajero de esta locomotora de Babel”. Suplemento dominical, Diario “La Industria” de Trujillo 24 de marzo de 1991 (……. Sedano y Miguel Ángel Pajares).
CRITICA LITERARIA:  “El libro de crítica de Juan Félix Cortés, va de la mano con el que publicara el crítico norteamericano de la revista  Newsweck, Peter S. Prescott, bajo el epígrafe de “Ensayos críticos de la literatura norteamericana” cada quien desde luego con sus connotaciones  interpretativos y  preferencias personales…”
(Juan Paredes Carbonell.  Poeta, narrador, ensayista, crítico literario,  comentario publicado en la Voz el Norte, revista “ Lo que importa es el   hombre”, etc.